# تلتیتا
تلتیتا (به عربی: تلتیتا) یک روستا در سوریه است که در ناحیه کفر تخاریم واقع شده‌است. تلتیتا ۴۸۷ نفر جمعیت دارد.